# 검정통계량
검정통계량(test statistic)이란 통계적 가설 검정을 위해 표본으로부터 계산한 값이다. 다양한 가설 검정 방법은 그 검정을 수행하기 위해 계산한 데이터 집합의 요약값들로 구분되지만, 일반적으로 이러한 검정통계량은 관측된 데이터가 귀무 가설을 대립 가설로부터 구별하여 기각할 수 있도록 하는지 양적으로 나타낸다.
가장 널리 쓰이는 검정통계량으로는 t-통계량과 F-통계량이 있다.

## 같이 보기
- 영 분포
- 결정계수
- 충족 통계량